# Euro Hockey League 2015/2016
De Euro Hockey League 2015/2016 is het negende seizoen van de Euro Hockey League. Deze editie kent dezelfde opzet als vorig seizoen met een voorronde en een knock-outfase. Titelhouder Oranje Zwart werd uitgeschakeld in de kwartfinales.

## Voorronde
- 9 t/m 11 oktober 2015: Harvestehuder THC, Hamburg, Duitsland

### Groep A
| Team                | Gespeeld | W | G | V | DV | DT | DS  | Pnt |
| ------------------- | -------- | - | - | - | -- | -- | --- | --- |
| Amsterdam H&BC      | 2        | 2 | 0 | 0 | 23 | 2  | +21 | 10  |
| St Germain HC       | 2        | 1 | 0 | 1 | 1  | 4  | −3  | 5   |
| KS Pomorzanin Toruń | 2        | 0 | 0 | 2 | 2  | 20 | −18 | 1   |

| Datum           | Wedstrijd                            | Uitslag |
| --------------- | ------------------------------------ | ------- |
| 9 oktober 2015  | St Germain HC - KS Pomorzanin Toruń  | 1 - 0   |
| 10 oktober 2015 | Amsterdam H&BC - KS Pomorzanin Toruń | 19 - 2  |
| 11 oktober 2015 | Amsterdam H&BC - St Germain HC       | 4 - 0   |

### Groep B
| Team              | Gespeeld | W | G | V | DV | DT | DS  | Pnt |
| ----------------- | -------- | - | - | - | -- | -- | --- | --- |
| Harvestehuder THC | 2        | 2 | 0 | 0 | 12 | 2  | +10 | 10  |
| HC Wien           | 2        | 0 | 1 | 1 | 1  | 6  | −5  | 2   |
| Grange HC         | 2        | 0 | 1 | 1 | 1  | 6  | −5  | 2   |

| Datum           | Wedstrijd                     | Uitslag |
| --------------- | ----------------------------- | ------- |
| 9 oktober 2015  | Harvestehuder THC - Grange HC | 6 - 1   |
| 10 oktober 2015 | HC Wien - Grange HC           | 0 - 0   |
| 11 oktober 2015 | Harvestehuder THC - HC Wien   | 6 - 1   |

### Groep C
| Team               | Gespeeld | W | G | V | DV | DT | DS  | Pnt |
| ------------------ | -------- | - | - | - | -- | -- | --- | --- |
| Royal Léopold Club | 2        | 2 | 0 | 0 | 12 | 3  | +9  | 10  |
| Dinamo Elektrostal | 2        | 1 | 0 | 1 | 6  | 4  | +2  | 5   |
| SG Amsicora        | 2        | 0 | 0 | 2 | 4  | 15 | −11 | 0   |

| Datum           | Wedstrijd                               | Uitslag |
| --------------- | --------------------------------------- | ------- |
| 9 oktober 2015  | Dinamo Elektrostal - SG Amsicora        | 6 - 1   |
| 10 oktober 2015 | Royal Léopold Club - SG Amsicora        | 9 - 3   |
| 11 oktober 2015 | Royal Léopold Club - Dinamo Elektrostal | 3 - 0   |

### Groep D
| Team              | Gespeeld | W | G | V | DV | DT | DS | Pnt |
| ----------------- | -------- | - | - | - | -- | -- | -- | --- |
| Club Egara        | 2        | 1 | 1 | 0 | 4  | 3  | +1 | 7   |
| Monkstown HC      | 2        | 0 | 2 | 0 | 4  | 4  | 0  | 4   |
| East Grinstead HC | 2        | 0 | 1 | 1 | 1  | 2  | −1 | 3   |

| Datum           | Wedstrijd                        | Uitslag |
| --------------- | -------------------------------- | ------- |
| 9 oktober 2015  | Monkstown HC - East Grinstead HC | 1 - 1   |
| 10 oktober 2015 | Club Egara - East Grinstead HC   | 1 - 0   |
| 11 oktober 2015 | Club Egara - Monkstown HC        | 3 - 3   |

## Knock-outfase
25 t/m 28 maart 2016: Amstelveen, Nederland

### Achtste finales
| 25 maart 2016 12:45 UTC+2                     |                  | |                                                                           |
| WKS Grunwald Poznań                           | 2:7 (2:1)        | KHC Leuven | Wagener-stadion Scheidsrechters: Pietro Galligani Francisco Vasquez Lopez |
| 17' Waldemar Rataj 30 (sc)' Tomasz Dutkiewicz | Wedstrijdverslag | Guillermo Garcia 14' Tom Genestet 47 (sc)' Guillaume Deront 49' Tommy Willems 53', 56' Tom Degroote 55 (sc)' Fabrice Bourdeaud'Hui 57' | Wagener-stadion Scheidsrechters: Pietro Galligani Francisco Vasquez Lopez |

| 25 maart 2016 15:00 UTC+2                                         |                  |                                                          |                                                            |
| Rot-Weiss Köln                                                    | 5:3 (3:2)        | UHC Hamburg                                              | Wagener-stadion Scheidsrechters: Tim Pullman Nathan Stagno |
| 5', 32', 46' Marco Miltkau 5' Christopher Rühr 26' Mats Grambusch | Wedstrijdverslag | Florian Fuchs 6' Moritz Fürste 29 (sc)' Jonas Fürste 34' | Wagener-stadion Scheidsrechters: Tim Pullman Nathan Stagno |

| 25 maart 2016 17:15 UTC+2                                                 |                  |                                                                                  |                                                                |
| KHC Dragons                                                               | 3:4 (1:1, 0:0)   | Atlètic Terrassa                                                                 | Wagener-stadion Scheidsrechters: Marcin Grochal David Sweetman |
| 42' Florent van Aubel Doelpunten in shootout Felix Denayer Robbert Rubens | Wedstrijdverslag | Marc Pujal 60 (sc)' Doelpunten in shootout Jan Malgosa Roc Oliva Ignasi Guerrero | Wagener-stadion Scheidsrechters: Marcin Grochal David Sweetman |

| 25 maart 2016 19:30 UTC+2 |                  | |                                                           |
| St Germain HC             | 1:6 (0:3)        | SV Kampong | Wagener-stadion Scheidsrechters: Ben Göntgen Dave Dowdall |
| 50' Jacinto Domingo-Perez | Wedstrijdverslag | Björn Kellerman 5' Quirijn Caspers 15', 18' Constantijn Jonker 33' Philip Meulenbroek 43' Martijn Havenga 47 (sc)' | Wagener-stadion Scheidsrechters: Ben Göntgen Dave Dowdall |

| 26 maart 2016 10:30 UTC+2 |                  |                                                                                         |                                                                |
| HC Dinamo Kazan           | 1:5 (0:4)        | Harvestehuder THC                                                                       | Wagener-stadion Scheidsrechters: Michael Pontus David Sweetman |
| 44' Nikolay Yankun        | Wedstrijdverslag | Michael Körper 9 (sc)', 17' Jan-Philipp Heuer 14' David Goodfield 15' Tim Linsmeier 47' | Wagener-stadion Scheidsrechters: Michael Pontus David Sweetman |

| 26 maart 2016 12:45 UTC+2                                                    |                  |            |                                                             |
| Real Club de Polo                                                            | 3:0 (1:0)        | Club Egara | Wagener-stadion Scheidsrechters: Coen van Bunge Ben Göntgen |
| 13' David Alegre Biosca 49' Xavier Lleonart Blanco 60' Alex Casasayas Carles | Wedstrijdverslag |            | Wagener-stadion Scheidsrechters: Coen van Bunge Ben Göntgen |

| 26 maart 2016 15:00 UTC+2 |                  |                            |                                                               |
| Wimbledon HC              | 1:3 (1:2)        | Amsterdam H&BC             | Wagener-stadion Scheidsrechters: Tim Pullman Pietro Galligani |
| 4 (sb)' Phil Roper        | Wedstrijdverslag | Mirco Pruyser 7', 23', 32' | Wagener-stadion Scheidsrechters: Tim Pullman Pietro Galligani |

| 26 maart 2016 17:15 UTC+2                              |                  |                      |                                                             |
| Oranje Zwart                                           | 2:1 (1:0)        | Royal Léopold Club   | Wagener-stadion Scheidsrechters: Nathan Stagno Dave Dowdall |
| 10 (sc)' Mink van der Weerden 58' Robert van der Horst | Wedstrijdverslag | Arthur Verdussen 37' | Wagener-stadion Scheidsrechters: Nathan Stagno Dave Dowdall |

### Kwartfinales
| 27 maart 2016 12:15 UTC+2                               |                  |                                           |                                                               |
| Atlètic Terrassa                                        | 3:2 (0:0)        | KHC Leuven                                | Wagener-stadion Scheidsrechters: Coen van Bunge Nathan Stagno |
| 23 (sc)' Marc Salles 34 (sc)' Roc Oliva 57' Jan Malgosa | Wedstrijdverslag | Renaud Pangrazio 34' Pau Quemada 46 (sc)' | Wagener-stadion Scheidsrechters: Coen van Bunge Nathan Stagno |

| 27 maart 2016 14:30 UTC+2                                                                              |                  |                      |                                                                         |
| SV Kampong                                                                                             | 5:1 (2:0)        | Rot-Weiss Köln       | Wagener-stadion Scheidsrechters: Francisco Vasquez Lopez Marcin Grochal |
| 22 (sc)' Robbert Kemperman 26' Philip Meulenbroek 38 (sb)', 40 (sb)' Martijn Havenga 49' Pepijn Luijkx | Wedstrijdverslag | Christopher Rühr 32' | Wagener-stadion Scheidsrechters: Francisco Vasquez Lopez Marcin Grochal |

| 28 maart 2016 12:15 UTC+2 |                  | |                                                                      |
| Oranje Zwart | 9:10 (4:4, 2:1)  | Harvestehuder THC | Wagener-stadion Scheidsrechters: Tim Pullman Francisco Vasquez Lopez |
| 28', 32 (sc)' Jelle Galema 29' Niek van der Schoot 35' Benjamin Stanzl Doelpunten in shootout Robert van der Horst Jelle Galema Rob Reckers Bob de Voogd Robert van der Horst | Wedstrijdverslag | Michael Körper 18 (sb)', 42', 49 (sc)' Jan-Philipp Heuer 43' Doelpunten in shootout David Goodfield Nicholas Spooner Anton Pöhling Tobias Hauke David Goodfield Michael Körper | Wagener-stadion Scheidsrechters: Tim Pullman Francisco Vasquez Lopez |

| 28 maart 2016 14:30 UTC+2            |                  |                     |                                                                |
| Amsterdam H&BC                       | 2:1 (2:0)        | Real Club de Polo   | Wagener-stadion Scheidsrechters: Marcin Grochal Michael Pontus |
| 14' Robert Tigges 18' Valentin Verga | Wedstrijdverslag | Matias Rey 50 (sc)' | Wagener-stadion Scheidsrechters: Marcin Grochal Michael Pontus |

### Halve finales
Pinksterweekend 14 en 15 mei 2016: Barcelona, Spanje
| 14 mei 2016 12:00 UTC+2               |                  |                                                                                     |                                                                   |
| Harvestehuder THC                     | 2:4 (1:3)        | Amsterdam H&BC                                                                      | Pau Negre Stadion Scheidsrechters: Marcelo Servetto Nathan Stagno |
| 30 (sc)' Felix Mathes 36' Finn Köhler | Wedstrijdverslag | Mirco Pruyser 10' Justin Reid-Ross 18 (sc)' Robert Tigges 28' Max Sweering 55 (sc)' | Pau Negre Stadion Scheidsrechters: Marcelo Servetto Nathan Stagno |

| 14 mei 2016 14:30 UTC+2 |                  | |                                                                 |
| Atlètic Terrassa        | 1:5 (1:3)        | SV Kampong                                                                                                   | Pau Negre Stadion Scheidsrechters: Marcin Grochal Martin Madden |
| 5' Daniel Malgosa       | Wedstrijdverslag | Martijn Havenga 4 (sc)' Quirijn Caspers 15' Björn Kellerman 19' Philip Meulenbroek 41' Robbert Kemperman 43' | Pau Negre Stadion Scheidsrechters: Marcin Grochal Martin Madden |

### 3/4e plaats
| 15 mei 2016 11:30 UTC+2                         |                  |                                        |                                                              |
| Harvestehuder THC                               | 3:2 (1:1)        | Atlètic Terrassa                       | Pau Negre Stadion Scheidsrechters: Dan Barstow Martin Madden |
| 1', 37 (sb)' Michael Körper 51' David Goodfield | Wedstrijdverslag | Marc Salles 9 (sc)' Roc Oliva 60 (sc)' | Pau Negre Stadion Scheidsrechters: Dan Barstow Martin Madden |

### Finale
| 15 mei 2016 14:00 UTC+2 |                  |                                            |                                                                    |
| Amsterdam H&BC          | 0:2 (0:0)        | SV Kampong                                 | Pau Negre Stadion Scheidsrechters: Marcelo Servetto Marcin Grochal |
|                         | Wedstrijdverslag | Quirijn Caspers 35' Constantijn Jonker 59' | Pau Negre Stadion Scheidsrechters: Marcelo Servetto Marcin Grochal |

## Kampioen
| Euro Hockey League 2015/2016 |
| ---------------------------- |
| SV Kampong                   |